# ダグラス・アーウィン
ダグラス・A・アーウィン（Douglas A. Irwin、1962年 - ）は、アメリカの経済学者。ダートマス大学のジョン・フレンチ経済学冠教授。

## 経歴
1984年にニューハンプシャー大学から政治科学の学士学位を取得する。1988年にコロンビア大学で経済学博士号を取得する。ダートマス大学に着任する前は、シカゴ大学ブース・スクール・オブ・ビジネスで教鞭をとった。連邦準備制度理事会、大統領経済諮問委員会での勤務経験もある。ピーターソン国際経済研究所のフェローでもある。全米経済研究所にも所属している。Journal of Economic History、The World Trade Review、Journal of International Economicsなどの編集委員を務めた。

## 研究
ダートマス大学では政治経済プロジェクトのディレクターを務めている。アーウィンの研究は現代の貿易政策と世界貿易システムの歴史に関することである。アメリカの貿易政策の歴史、特に大恐慌時代の貿易政策、現代の貿易政策に関する研究を行っている。頻繁にエコノミストやウォール・ストリート・ジャーナルなどに寄稿している。ニューヨーク・タイムズやフィナンシャル・タイムズなどのメディアにも論考を寄稿している。

## 著書
- Clashing over Commerce: A History of U.S. Trade Policy, Chicago: University of Chicago Press, 2018. ISBN 9780226398969
  - 邦訳『米国通商政策史』（ダグラス・A・アーウィン（著）、長谷川聰哲（監訳））、2022年、文眞堂。ISBN 978-4830951138
- Free Trade Under Fire, Princeton: Princeton University Press, 2015. ISBN 9781400866182
- Trade Policy Disaster: Lessons from the 1930s, Cambridge, MA: MIP Press, 2012. ISBN 9780262016711
- Peddling Protectionism: Smoot-Hawley and the Great Depression, Princeton: Princeton University Press, 2011. ISBN 9780691150321
- Founding choices: American economic policy in the 1790s, Chicago: University of Chicago Press, 2011. ISBN 0226384748
- The Genesis of the GATT, Cambridge UK: Cambridge University Press, 2008. ISBN 9780511817953
- Against the Tide: An Intellectual History of Free Trade, Princeton: Princeton University Press, 1998. ISBN 9780691058962
  - 邦訳『自由貿易理論史：潮流に抗して』（ダグラス・A・アーウィン（著）、小島清（監修）、麻田四郎（翻訳））、1999年、文眞堂。ISBN 978-4830943331